# Xã Farris, Quận Stone, Arkansas
Xã Farris (tiếng Anh: Farris Township) là một xã thuộc quận Stone, tiểu bang Arkansas, Hoa Kỳ. Năm 2010, dân số của xã này là 368 người.